# Antoni Mrożewski
Antoni Mrożewski (ur. 13 czerwca 1924 w Łodzi, zm. 5 czerwca 2007 w Kaliszu) – polski lekkoatleta specjalizujący się w rzucie oszczepem. Z wykształcenia lekarz. Major rezerwy Wojska Polskiego.
Wicemistrz Polski w rzucie oszczepem w 1947. Reprezentował barwy AZS-u Łódź (1947) oraz AZS-u Poznań (od 1948). Rekord życiowy: 52,42 (1951).
Po zakończeniu kariery sportowej pracował jako lekarz w jednostce wojskowej w Szczecinie, a następnie - po odejściu do cywila - w Poznaniu i Kaliszu. Był cenionym ginekologiem i położnikiem.
Został pochowany na cmentarzu Zarzew w Łodzi.